# Ечкаюн
Ечкаюн (рос. Эчкаюн) — село в Новомаликлинському районі Ульяновської області Російської Федерації.
Населення становить 188 осіб. Входить до складу муніципального утворення Новомаликлинське сільське поселення.

## Історія
Від 2004 року входить до складу муніципального утворення Новомаликлинське сільське поселення.

## Населення
| 2010 |
| ---- |
| 188  |